# Studia Classica et Neolatina
Studia Classica et Neolatina – rocznik wydawany w Gdańsku od 1994 roku. Wydawcą jest Katedra Filologii Klasycznej Uniwersytetu Gdańskiego. Pismo publikuje: artykuły, przekłady i recenzje z zakresu filologii klasycznej, a także nauk o starożytności oraz recepcji antyku.  